# Kneesworth
Kneesworth är en by i civil parish Bassingbourn cum Kneesworth, i distriktet South Cambridgeshire, i grevskapet Cambridgeshire i England. Byn är belägen 6 km från Orwell. Kneesworth var en civil parish 1866–1966 när blev den en del av Bassingbourn cum Kneesworth. Civil parish hade 144 invånare år 1961.